# Landesregierung Kery II
Die Landesregierung Kery II unter Landeshauptmann Theodor Kery (SPÖ) bildet die Burgenländische Landesregierung von der Wahl durch den Burgenländischen Landtag in der XI. Gesetzgebungsperiode am 14. Mai 1968 bis zur Angelobung der Landesregierung Kery III am 3. November 1972.
Nachdem die Landtagswahl 1968 kaum Verschiebungen bewirkt hatte, ging die bisherige Landesregierung ohne personelle Veränderungen in die nächste Amtsperiode. Hans Tinhof (ÖVP) legte am 5. Juli 1971 sein Mandat als Landesrat nieder und wurde noch am selben Tag durch Franz Soronics (ÖVP) ersetzt. Am 3. November 1971 schied auch Fred Sinowatz (SPÖ) aus der Landesregierung aus und wechselte in den Nationalrat. Ihm folgte der politische Quereinsteiger Gerald Mader (SPÖ) nach. Auch Reinhold Polster ÖVP schied vorzeitig aus dem Amt aus und übergab am 17. Februar 1972 seine Amtsgeschäfte als Landeshauptmann-Stellvertreter an den erst 1971 zum Landesrat gewählten Franz Soronics (ÖVP). Als Landesrat rückte am 21. Februar 1972 Josef Wiesler nach.

## Regierungsmitglieder
| Amt                                                     | Name               | Partei | Zuständigkeitsbereiche |
| ------------------------------------------------------- | ------------------ | ------ | ---------------------- |
| Landeshauptmann                                         | Theodor Kery       | SPÖ    |                        |
| Landeshauptmann-Stellvertreter                          | Josef Wiesler      | ÖVP    |                        |
| Landesrat                                               | Gerald Mader       | SPÖ    |                        |
| Landesrat                                               | Helmuth Vogl       | SPÖ    |                        |
| Landesrat                                               | Rudolf Grohotolsky | ÖVP    |                        |
| Landesrat                                               | Franz Soronics     | ÖVP    |                        |
| Vorzeitig ausgeschiedene Mitglieder der Landesregierung |                    |        |                        |
| Landeshauptmann-Stellvertreter                          | Reinhold Polster   | ÖVP    |                        |
| Landesrat                                               | Fred Sinowatz      | SPÖ    |                        |
| Landesrat                                               | Hans Tinhof        | ÖVP    |                        |